# ريتشارد جاي إف. داي
ريتشارد جاي إف. داي هو فيلسوف كندي، ولد في 1964 في فانكوفر في كندا.